# Fontaine de Thonon-les-Bains
La fontaine de Thonon-les-Bains est une fontaine classée au titre des Monuments historiques de France par arrêté du 12 octobre 1942 à la suite de son inscription du 14 avril 1930. Elle est située sur l'ancienne place de la Halle, aujourd'hui nommée place de l'Hôtel-de-Ville, dans la commune de Thonon-les-Bains. Sur une des faces, sont gravées les armes de la ville.
La fontaine a été érigée au deuxième quart du XVIIIe siècle, en 1737.